# Thor
 For alternative betydninger, se Thor (flertydig). (Se også artikler, som begynder med Thor)
Thor eller Tor (norrønt: Þórr, angelsaksisk: Þunor, oldhøjtysk: Donar) er i nordisk mytologi Sifs ægtemand, og er tordenguden i den germanske og nordiske mytologi. Blandt de nordgermanske folk blev han kaldt Thor, blandt de kontinentalgermanske folk blev han kaldt Donar. Med hensyn til etymologi og funktion, er Thor stort set identisk med den oldindiske gud Indra; og i funktion, men ikke etymologisk, både med den græske gud Zeus og den romerske Jupiter. Navnet Þórr er også beslægtet med ordene torden og dunder (sidstnævnte fra nedertysk: dunder) – ligesom det engelske thunder og tysk Donner. På de fleste germanske sprog har Thor givet navn til torsdag, Islændingene har dog erstattet þórsdagur med fimmtudagur (femtedag).
I de myter, som blev nedskrevet på Island i middelalderen, er Thor Odins ældste søn, og den næstmægtigste gud i asernes slægte, efter Odin selv. Som tordengud råder han over vejret, og bekæmpede civilisationens fjender, som fx jætter og trolde, og beskyttede gudernes og menneskenes land mod kaosuhyrer, som fx Midgårdsormen. Han kaldtes også Asathor, var søn af Fjørgyn (Jorden) og gift med Sif. Med hende havde han to børn – Trud og Modi el. Mode/Modig. Med jættekvinden Jernsaxa havde han drengen Magni el. Magne. Han er ganske vist ofte krigerisk i sin optræden, men fungerede kun sjældent som krigsgud; asernes vigtigste krigsguder var Tyr og Odin. Thor blev påkaldt i spørgsmål, der berørte vind, vejr og vækst, han kontrollerede nemlig naturkræfterne, som kunne skade afgrøderne. Bag sit galsindede ydre stod Thor for lov og orden og opretholdelsen af freden i samfundet.
Thor, Odin og Loke er de tre figurer, som optræder flest gange i de mytologiske fortællinger, mens det af andre kilder fremgår, at Thor sammen med Odin og Frej var de vigtigste guder i kulten.

## Baggrund
Thor blev dyrket over hele Germanien i jernalderen. Fra forskellige kilder fremgår det at lunde eller enkelte træer fungerede som helligsteder for Thorsdyrkerne; missionærerne i Nordeuropa i 8. århundrede regnede gerne fældning af hellige lunde blandt deres største bedrifter. Omkring år 1000 var der ved Dublin i Irland stadig en skov indviet til Thor, ligesom stednavne i både Skandinavien og England vidner om hellige skove, fx Thorslund i Danmark og Thundersley (Thundreleah) i Essex. På Island, hvor der ikke fandtes egentlige skove, mistede denne forbindelse sin betydning. Dog kan den være bevaret i form af de hellige højsædestøtter, som de første bosættere havde taget med sig fra moderlandet.
Thorkulten levede længe i Nord og Vesteuropa; fra 1. århundrede har vi vage beskrivelser af sydgermanske soldater i romersk tjeneste, som anråbte Herkules, en latinisering af Thor; og fra Norden er der tegn på en kontinuerlig dyrkelse af guden langt op i nyere tid, kristne helgener kunne endda overtage Thors rolle i fortællinger om troldedrab og lignende. I overgangstiden, da kristendommen vandt indpas, blev Thor opfattet som den vigtigste modpol til Kristus; og meget tyder på, at han blev opfattet som den vigtigste guddom i den germanske og nordiske religion. I flere kristne fortællinger spiller Thor en afgørende rolle som afgud eller dæmon, og selv mænd, der egentlig var kristne, kunne i nogle historier påkalde Thor, når de var i svær nød. I folkloren overlevede forestillingen om træer og træsøjler som beskyttende mod lynnedslag og storme længe efter religionsskiftet; fx kan opsætningen af et symbolsk træ ved rejsegilder være et levn efter et gammelt ritual knyttet til Thor.
I en beretning om Skt. Bonafacius’ mission i Nordeuropa fortælles det, at han fældede et betydningsfuldt egetræ, kaldet Donars eg, ca. 723 i nærheden af Geismar for at demonstrere de hedenske guders magtesløshed overfor den kristne gud. Denne begivenhed markerede i eftertiden Tysklands omvendelse til kristendommen. Denne helligdom var et vigtigt kultcentrum for den germanske stamme chatterne, som beboede det nuværende Hessen. Thor, i formen Thonar, bliver også nævnt i et gammelt saksisk dåbsløfte fra 8. eller 9. århundrede. Teksten lyder: :ec forsacho allum dioboles uuercum and uuordum, Thunaer ende Uuöden ende Saxnote ende allum them unholdum the hira genötas sint, hvilket kan oversættes til: Jeg forsager alle djævelens ord og gerninger, Thunear, Uuöden og Saxnote, og alle de dæmoner, der følger dem. Hvem Saxnot er usikkert. Nyere forskning har også påvist forbindelser med Thor-forestillingerne i Norden og parallelle figurer i både samisk og finsk-ugrisk religion.

## Personlighed og rolle
Thor var gift med asynjen Sif. Hendes navn betyder ’slægtsskab gennem ægteskab’, og hun beskrives som næsten lige så fager som Freja, frugtbarhedsgudinden. Sammen med Sif fik han sønnen Mode og datteren Trud (Mod og Styrke). Thor fik også børn med en del andre kvinder, bl.a. fik han sønnen Magni (Styrke) med jættekvinden Jernsaxa. Som navnene antyder, var hans børn var personifikationer af hans væsentligste mytologiske rolle. Thors gård i Asgård hed Bilskirner og lå i Trudvang, det var Thors rige, og navnet betyder Styrkens bolig. Thors tjenestefolk hed Tjalfe (Þjálfi) og Røskva; de var mennesker, af bondeslægt. Thor fik de to søskende af bonden som erstatning, efter at en af Thors bukke var blevet halt, efter et ubetænksomt uheld under en aftensmåltid hjemme hos dem. Thor beskrives mange steder som rødskægget, dette var ligesom hans gnistrende øjne og mægtige stemme sandsynligvis en reference til tordenvejr eller også den rødlige himmel før en storm, og var knyttet til rolle som vejrgud.
Ifølge Snorre Sturlason var den ellers næsten ukendte gud Ull Thors stedsøn, og dermed Sifs søn fra et tidligere forhold. Han er i de skriftlige kilder en meget afbleget figur, og der er ingen spor efter dyrkelse af ham i hverken Danmark eller Island. De få levn, der findes til forestillingerne om ham viser, at han var en gammel himmel og retsgud, der var associeret med rituelle ringe af guld; elementer der i de islandske kilder i høj grad også blev associeret med Thor. I den sene hedenske periode optrådte Ull hovedsageligt i forbindelse med jagt, skiløb og bjerge. Thors mor var Fjørgynn (Jorden), men udover det fremstår hun ikke andet end som et navn i kilderne.
Ull var måske ikke den eneste gud, som Thor kom til at overskygge; sammen med Odin overtog Thor tilsyneladende mange af de egenskaber og funktioner, som den gamle himmelgud Tiwaz tidligere havde haft; dette skifte efterlod Tyr som en noget afbleget skikkelse i nordiske mytologi. I kilderne optræder Thor derfor som gud for samfundet som helhed. Sammenligninger mellem de mange forskellige kilder Thor optrådte i viser, at hans overordnede funktion var at være gudernes og menneskenes beskytter mod destruktive naturkræfter; han sørgede for, at den konstante trussel mod kosmos ikke blev virkeliggjort. Langt størsteparten af de kilder, som fortæller om kampe mellem jætter og guder har Thor som enten hovedperson eller vigtig bifigur. Flere myter med Thor indeholder også kampe med uhyrer og monstre. Kampene mod dem var i en realiteten blot et særligt markant udtryk for hans egenskab af kosmos’ vogter. Jætterne var ikke entydigt onde, men var en modmagt til guderne, der repræsenterede kaos overfor gudernes orden. I nogle tilfælde havde han et mere fredeligt forhold til jætter.
I forhold til grubleren og intrigemageren Odin var Thors psyke enkel og ligetil, hans vigtigste egenskab var hans maskuline styrke, som han brugte til at løse problemer med. Kløgt og snilde blev også brugt, dog mere sjældent, et af de tilfælde er Alvíssmál, hvor han snyder dværgen Alvis til at svare på sine spørgsmål, indtil solen står op og Alvis forvandles til sten. Men normalt var Thors metode udnyttelse af sin formidable styrke til at besejre sine fjender. Overordnet set lå forskellen mellem ham og Odin snarere i samfundets sociale forskelle end i noget religiøst. Deres hovedfunktionsområde var i grunden de samme, nemlig at opretholde verdensordenen, men hvor Thor var hele samfundets gud, så var Odin kun gud for visse samfundsklasser. I Hárbradsljód fremstilles Thors drab på jætterne som en slags befolkningskontrol, som aserne fandt nødvendigt af frygt for at jætternes antal skulle blive så stort, at de kunne true asernes magtposition. Men kombineret med hans temperament kunne Thors simple væsen være årsag til at verdensordenen blev sat på spil, det skete fx, da han forsøgte at fange Midgårdsormen.
Som mange andre af aserne blev han påkaldt i mange forskellige situationer; han fungerede fx som både frugtbarhedsgud og retsgud; som hjælper, når man var i nød; vejrgud; og i sjældne tilfælde blev han også anråbt i krig, men i reglen altid på baggrund af hans rolle som beskytter mod skadelige kræfter. Thor er ofte blevet kategoriseret som en krigsgud, hvilket kildematerialet dog ikke støtter. Han optræder ingen steder som strateg, men handler primært impulsivt og kortsigtet, noget der i myterne fra vikingetiden endda bliver gjort grin med. Hans facon lå nemlig langt fra datidens krigerideal. Hans krigeriske optræden er i myterne udelukkende en konsekvens af hans rolle som beskytter og vogter af kosmos. Thor havde magt over vejret. Han sørgede for regn og vind, og når han kørte over himlen sprang lynene fra hans vogn, så det tordnede på Jorden; det kaldtes Thor-drøn (torden). Derfor var han også en vigtig gud for de søfarende og frugtbarhed.
Thor vigtigste attribut var hammeren Mjølner, som sammen med styrkebæltet (Megingjord) og et par jernhandsker (Iarngreiper) gjorde ham ufatteligt stærk. Mjølner var gudernes største skat, da den gjorde Thor i stand til at beskytte Asgård mod jætterne. Thor havde også en vogn, der blev trukket af to gedebukke; Tanngnjost og Tanngrisner (som betyder den tandgnissende og mellemrummet mellem tænderne). Bukkene kunne han spise, så længe han bagefter fik samlet deres ben i deres skind, kunne han gøre dem levende næste dag. Når jætterne hørte at han kørte ud, blev de rædselsslagne og gemte sig, for det var som regel for at slås med dem, at han gjorde det. Hans særlige tilknytning til jorden ses bl.a. i Snorre Sturlasons fortælling Gylfaginning, hvor det fremgår at Thor imodsætning til de øvrige guder foretrak at vandre over land og gennem floder frem for at ride til hest, når han skulle til gudernes ting ved foden af Yggdrasil. Mange smykker fra vikingetiden forestiller hans hammer Mjølner, et tegn på Thors store popularitet i denne periode. Han blev tilsyneladende endda bevidst brugt af tilhængerne af den gamle religion som en hedensk modpol til Kristus under religionsskiftet.
Som de andre guder var han ikke udødelig, og i dommedagslaget Ragnarok vil han kæmpe mod Midgårdsormen (Miðgarðsormr), de vil dræbe hinanden; begge hans sønner vil derimod overleve undergangen af den gamle verden og videreføre hans rolle i den nye. Særligt, da kristendommen bliver en alvorlig konkurrent til den gamle religion, blev Thors hammer et symbol for tilhængerne af den traditionelle religion, på samme måde som korset var for de kristne, og Thor blev fx i Norge opfattet som en direkte modstander af Olav Tryggvason.

### Andre navne på Thor
Ligesom de øvrige guder havde Thor en række tilnavne og aliaser, men i forhold til Odins var Thors navne af mere en venlig karaktér. Det viser at han var en gud, man forventede at få hjælp af, hvis man bad om det. Hos ham blev man modtaget med venlighed, et af hans tilnavne er fx Astvinr, som betyder kærlige ven.
- Age-Thor – (Ökuþórr, 'den vognkørende Thor')
- Ase-Thor – (Ásaþórr)
- Astvinr – (kærlige ven)
- Einride – (Einriði, 'den som færdes alene')
- Jofur – (Jöfurr), blev brugt i 1700-tallet, som navn brugt om torden- og himmelguden, dvs. enten Thor eller Jupiter.
- Jords søn, søn af Jord – (Jarðar burr) kenning i Lokesenna og Trýmskvidja, hentydning til hans mor Fjørgunn.
- Lorride eller Hlorride – (Hlór(r)iði, Hloras forstersøn.
- Horagalles – finnernes navn for Thor
- Odins søn – kenning i Trýmskvidja
- Thore-Gud – folketroens navn på Thor i Sverige efter religionsskiftet.
- Thur
- Ukko – samiske navn for Thor
- Veur – (Véurr) – betyder tingets vogter
- Vingner – (Vingnir)
- Vinge-thor – (Vingþórr)

## Skriftlige kilder
De to tekstsamlinger, der rummer den største mængde information om Thor, er de islandske norrøne skrifter Ældre og Yngre Edda. Den første er en samling af religiøse digte af før-kristen mundtlig oprindelse, som blev indsamlet og nedskrevet i 13. århundrede. Den anden en redigeret genfortælling af ældre hedenske myter, hvoraf nogle er bevaret i Ældre Edda; denne tekst blev skrevet af Snorri Sturluson, og er ligeledes fra 13. århundrede. I den fremstilles Thor og de øvrige aser som delvist guder og delvist mennesker, der bedrog nordboerne, så de troede aserne var guder. Alligevel genfortæller Snorre en lang række myter, hvor både Thor og de andre aser umiskendeligt fremstår som guder.
Få årtier før Snorre skrev sit værk, færdiggjorde Saxo Grammaticus, en klerk i biskop Absalons tjeneste, sit historiske værk Gesta Danorum. Han beskrev ligesom Snorre de gamle guder i euhemeristisk form; aserne kom oprindeligt fra Konstantinopel i Romerriget, men blev fordrevet til Norden. I Saxos fortælling hersker der ingen tvivl, de gamle guder var falske guder, og dyrkelsen af dem er overtro. I historien om Starcatherus fremgår det, at Thor altid er almuens gud, modsat Odin, der var heltenes og kongernes. I historien om kongen Regnerus (Regner Lodbrog) fremgår det, at Thors styrke var større end noget menneskes eller guds.
Thor nævnes også i flere af de islandske sagaer, som gerne gjorde brug af ældre mundtlige og poetiske traditioner. I disse tekster er der også flere hentydninger til den religiøse dyrkelse af Thor. Sagaer hvori Thor og hans kult nævnes:
- Eyrbyggja saga
- Kjalnesinga saga
- Fóstbrœðra saga
- Fljótsdæla saga
- Hallfreðar saga
- Heimskringla
- Landnámabók
- Flateyjarbók
- Njáls saga
- Gautreks saga

Fra et angelsaksisk manuskript kendes en trylleformular skrevet med runer, manuskriptet er dateret til 1073. Teksten lyder i transskriberet form således; kuril sarþuara far þu nu funtin is tu þur uigi þik þ(u)rsa trutin kuril sarþuara uiþr aþrauari. Oversat betyder det: Kuril sår-volder, gå nu! Du er fundet, må Thor velsigne dig, thursers herre! Kuril sår-volder. Mod blodåre pus. Trylleformlen skulle tydeligvis bruges mod en bestemt lidelse, og Thors velsignelse må forstås som et slag med Mjølner, da Kuril specifikt omtales som thurs, dvs. jætte. Denne formular kan sammenlignes med amuletter fra 11. århundreder, der stammer fra Sverige, hvor Thor ligeledes påkaldes for beskyttelse. (se fx nedenfor)

## Arkæologiske kilder
Mange genstande der kan relateres til Thor, er blevet fundet over hele Nordeuropa, de omfatter både billeder, der forestiller mytologiske situationer, runeindskrifter, og smykker formet som Mjølner. Fra 600-tallet stammer en fibula formet som et menneske, den blev fundet i Nordendorf, nær Augsburg og bærer en inskription på ældre futhark, hvor bl.a. navnet Donar indgår, hvilket er det vestgermanske navn for Thor. I overgangen til kristendommen blev amuletter formet som thorshamre meget populære. Mange af dem er blevet fundet i grave, og er udformet så de kan bæres i en kæde. Spredningen i disse fund af denne type viser en tendens til, at thorshamrerne var mest udbredte i områder med en stærk kristen indflydelse, især sydlige Norge, Danmark og sydøstlige Sverige. I slutningen af 900-tallet er der en ensartethed i udformningen af disse hamre, som viser at de sandsynligvis fungerede som ”modsymbol” til det kristne kors.
Fra Kvinneby på Øland stammer en amulet, hvorpå der er skrevet en trylleformel i runer; den er dateret til omkring år 1000. Teksten lyder: tiRþiRbirk bufimiRfultihu risþeRuisinbral tilufranbufaþorketih ansmiRþemhamrisamhuR hafikamflufraniluit feRekiafbufakuþiRu untiRhanumaukyfiRhan um, hvilket kan oversættes til: Her jeg skar beskyttelsen fpr dig, Bófi, med... ... ... til dig er sikker. Og må lynet holde alt ondt væk fra Bófi. Må Thor beskytte ham med den hammer, der kom op fra havet. Fly ondskab! Du får intet fra Bófi. Magterne er under ham og over ham. Der er flere teorier om, hvad den præcise betydning af ordene er, men der er generel enighed om, at Thor påkaldes for at beskytte en person ved navn Bófi med sin hammer. Selve amuletten er en firkantet stykke kobber, som måler ca. 5 cm på hver side; i hvert hjørne er der et hul, hvilket betyder, at den sandsynligvis har fungeret som vedhæng på en kæde.
Der kendes seks inskriptioner på runesten, der nævner Thors navn; tre af dem er fundet i Danmark, og tre af dem i Sverige. Fem af dem er påkaldelser af Thor, for at han skal vie stenen. Dertil kommer afbildninger af især Thors fiskedræt og kamp med Midgårdsormen på stenrelieffer. En af dem er fundet i Hørdum Kirke i Nordjylland, kaldet Hørdumstenen, en anden i landsbyen Gosforth i England, kaldet Gosfortkorset. Fra Gotland kendes en afbildning af myten på en billedsten fra 700-tallet, samme motiv findes på en runesten i Uppland fra 1000-tallet.
På Island er fundet en statue fra omkring år 1000, der viser Thor siddende mens han holder Mjølner foran sig, den er formet som et kors. Fra Skog kirke i Hälsingland stammer en vægtæppe fra begyndelsen af 1100-tallet, på det er der bl.a. fremstillet tre personer, som med stor sikkerhed forestiller den gudetriade, Adam af Bremen omtaler i Uppsala; han omtaler en figurgruppe i det store hedenske tempel, som skal forestille guderne Odin, Thor og Frej. Odin er afbildet med ét øje, Thor med en hammer og Frej med et kornaks.

## Fortællinger om Thor
Mange af de overleverede historier i den nordiske mytologi handler om Thor. Ofte har fortællingerne om Thor et komisk præg, humor i myterne er noget usædvanligt og nærmest unikt for Norden. I forskningen er der uenighed, om hvor gamle de komiske elementer har været. Tidligere har der været en tendens til at forklare dem som resultatet af en sen udvikling, hvor historierne, fra at have haft en langt mere alvorlig karaktér i den før-kristne tid, er blevet ændret af hensyn til et kristent publikum. I de senere år har et nyt synspunkt imidlertid vundet indpas; komikken er et oprindeligt element i de mytologiske fortællinger, hvilket kan skyldes at nordboerne ikke opfattede deres guder som almægtige og ufejlbarlige væsner, de var i stedet dødelige, havde mindre heldige karakteregenskaber og kunne begå fejl. Ingen i nordisk mytologi var enten gode eller onde, de blev karakteriseret som enten fjender eller venner. Men trods de ofte uheldige omstændigheder, ender Thor alligevel altid som sejrherre. Hans kamp mod gudernes fjender var kontinuerlig, og mange historier om jættekampe er gået tabt; et digt fra 10. århundrede nævner fx en lang række navne på jætter, der var blevet dræbt af Thor. Nedenfor følger et uddrag af de bedst kendte:

### Thors fisketur
En gang bad Thor jætten Hymer ham tage ham med ud for at fiske. Han havde forklædt sig som en jættedreng, og Hymer afviste derfor i første omgang at tage ham med, men til slut gav Hymer sig, på den betingelse at drengen selv skaffede sit eget agn; Thor rev så hovedet af Hymers største okse. Thor blev sat til at ro, men Hymer begyndte at blive urolig da drengen roede længere ud end alle hans normale fiskepladser. Ude på åbent hav stoppede Thor og kastede oksehovedet. Han brugte et anker som krog, og der gik ikke lang tid før noget bed på. Da drengen ikke var i stand til at trækket fangsten op, blev Hymer for alvor ræd. Thor (at det var ham, var nu klart) rejste sig i båden, strammede styrkebæltet og stemte benene igennem båden direkte mod havbunden. Mens tordenen samlede sig på himmelen, viste Midgårdsormen sit edder-dunstende gab, og Thor brølede i triumf, idet han hævede Mjølner til slag. Da fik Hymer nok og kappede fiskesnøren over; Thor dræbte derpå Hymer i raseri, og vadede i land. Samme aften blev Midgård ramt af en forfærdelig storm. I nogle udgaver af myten lykkedes det Thor at ramme Midgårdsormen med sin hammer, måske et levn til en ældre version, hvor det lykkedes ham at dræbe uhyret. Historier om himmelguder, der dræber kosmiske monstre, er vidt udbredt i alverdens mytologier.
Gro Steinsland mener dog ikke at Thor nødvendigvis dræbte Midgårdsormen i tidligere versioner; den var et tvetydigt væsen, på én gang var det et farligt og fjendtligsindet væsen, men samtidig var den nødvendig for verdens stabilitet; så længe den lå rullet sammen omkring hele Jorden bestod kosmos. Da Hymer kappede snøren forhindrede han derved, at verdensordenen blev brudt, som Thor i sit overmod i realiteten havde sat på spil. Beretningen har en komisk og burlesk form, i den mødes det kosmiske og dagligdags, hvor gudens kamp med monstret finder sted i en fuldkommen dagligdags og velkendt situation for datidens tilhørere, nemlig en fisketur. Denne komiske ramme for en yderst alvorlig fortælling, er en afspejling af nordboernes i realiteten lidt ambivalente forhold til guderne; her var ingen helt igennem gode eller onde, og selv kosmos’ vogter kunne optræde som en trussel mod verdensordenen. Myten fungerede derfor som en anskuelse og indsigt i verdens opbygning og i gudens natur, han var en umådeligt stærk vogter, men ikke specielt klog. Da Thor rasende og ydmyget over sit nederlag må vade i land, er det selve vikingetidens machoideal, der gøres til grin, og historiens budskab er, at kaosmagterne også er nødvendige for verdens beståen.
Denne fortælling var utvivlsomt meget populær, da den optræder i relativt mange kilder. Historien gengives i Ragnarsdrápa, Hýmirskvídja og Gylfaginning, og er afbilledet på billedsten fra Gosforth i England, Hørdum i Danmark og Altuna i Sverige.

### Røskva og Tjalfe bliver Thors tjenestefolk
En nat, da Thor sammen med Loke var ude at køre med bukkevognen, blev det så sent, at de to måtte finde ly på en gård i Midgård. Her boede en bonde og hans kone sammen med datteren Røskva og sønnen Tjalfe. De gav de to guder husly, og Thor slagtede begge sine bukke, for at spise dem sammen med familien. Thor gav alle besked om at kaste alle ben uskadte på bukkeskindene efter måltidet. Men Tjalfe gjorde ikke som Thor havde sagt, og knækkede et lårben for at spise marven. Næste morgen opdagede Thor, at den ene buk var halt, og opdagede derved, at bondefamilien ikke gjorde som han sagde de skulle. Da Thor blev rasende, tilbyder bonden ham alt hvad han ejer. Thor indvilger i at tage hans børn Røskva og Tjalfe med sig, og siden den dag har de fulgt ham.

### Thor hos Udgårds-Loke
Efter at Thor havde taget Røskva og Tjalfe fra bonden, lod han bukkene stå tilbage, og rejste videre mod Jotunheim. Tjalfe var rask til bens, og bar Thors proviant. En aften fandt de et herberg, med fem store rum, og de lagde sig til at sove i et af dem. Midt om natten blev de vækket af et jordskælv, som rystede hele huset. De trak sig derpå ind i det mindste rum, mens Thor holdt vagt ved indgangen, sammen med Mjølner. Da de vågnede den næste morgen, så de en kæmpe, der lå ved siden af herberget, og herberget var hans handske. Så stor var han. Kæmpen hed Skrymer.
De blev enige om at drage videre sammen. Skrymer bandt sin egen mad sammen med deres, og bar det hele på ryggen. Da næste nat kom, og Skrymer lagde sig til at sove, mens de andre ville spise aftensmad. Men end ikke Thor kunne binde knuderne op. Til sidst blev han så rasende, at han slog Skrymer i hovedet med Mjølner så hårdt han kunne. Kæmpen vågnede, og spurgte om der var faldet et blad ned i hans i hoved. Senere på natten blev Thor vækket af kæmpens snorken, og han slog ham atter i hovedet. Kæmpen vågnede igen, og spurgte om der var faldet et agern ned i hans hoved. Thor blev nu endnu mere frustreret over dette, og kunne næsten ikke vente til kæmpen faldt i søvn igen, da ville han slå ham ihjel. Da kæmpen sov igen, slog Thor alt hvad han magtede i tindingen. Skrymer vågnede igen, og spurgte denne om der var faldet kviste ned på ham. Nu var det blevet morgen og deres veje skiltes; kæmpen skulle videre op i bjergene, mens Thor og hans følge skulle til Udgård. De var glade for at slippe for kæmpen.
Endelig kom de frem til Udgårdslokes borg. Her var der mange kæmper, som sad inde i salen. Da de kom ind, sagde Udgårds Loke, at her måtte alle kunne en kunst, som ingen andre kunne lige så godt. Han spurgte Thor og hans følge hvad de kunne. Loke svarede, at ingen kunne spise lige så hurtigt som ham. Udgårds Loke bad derfor Loge komme frem på gulvet, for at spise om kap med Loke. De kappedes i samme trug, og mødtes på midten, men siden Loke kun havde spist kødet, mens Loge havde spist ben og trug med, så tabte Loke. Udgårds Loke spurgte derpå hvad Tjalfe kunne, og fik at vide, at Tjalfe gerne ville løbe om kap med en derfra. Han fik Huggr at kappes med. I det første løb kom Huggr i mål så længe før Tjalfe, at han kunne vende sig mod Tjalfe, før han kom i mål. Det næste løb gik ligesådan. Men tredje gang var Tjalfe end ikke kommet halvvejs, da Huggr var kommet i mål. Så spurgte Udgårds Loke Thor, hvad han kunne. Thor ville drikke om kap. Udgårds Loke bad så sin mundskænk finde det store drikkehorn, som hirdmændene blev dømt til at drikke af, dersom de havde forbrudt sig. Han sagde til Thor, at han burde kunne tømme hele hornet i en slurk, og at kun få måtte bruge to slurke, og næsten ingen tre. Men selv efter tre slurke, kunne man næsten ikke se, at der var blevet drukket af hornet. Da udfordrede Udgårds Loke Thor til nok en leg – Thor skulle prøve at løfte hans kat fra gulvet. Det plejede de små drenge i Udgård at more sig med, så det burde Thor nok kunne klare. Man uanset hvor højt Thor strakte sig for at løfte katten, så lettede den blot én fod. Thor blev rasende, og udfordrede da en eller anden til at komme hen til sig så skulle de se hvor stærk han var. Udgårds Loke råbte på sin gamle oldemor Elle, som kom ind og tog fat i Thor, uanset hvor meget Thor trak i hende, stod Elle lige godt fast. Det gik ikke bedre end at Elle fik Thor i knæ.
De blev natten over, og nød alle former for gæstfrihed. Næste morgen, da Thor og hans følge skulle drage hjem, spurgte Udgårds Loke hvad Thor syntes om sit ophold hos ham. Thor svarede at han ikke havde haft nogen ære af det, og græmmedes over, hvordan de måtte se på ham som en svækling. Udgårds Loke indrømmede da overfor Thor, at siden Thor var så stærk som han var, ville han aldrig få lov til at komme ind i borgen igen, for han ville bare bringe dem i ulykke. Han fortalte så Thor, at han og hans følge var blevet snydt af et synsbedrag, for det var Udgårds Loke selv, der var kæmpen Skrymer, og han havde holdt et helt bjerg mellem sig selv og Thors hammer, ellers ville Thor havde dræbt ham allerede i første slag. Og konkurrencerne – Loge var ilden, som kunne fortære både kød og trug. Huggr var Udgårds Loke tanke. Og i den anden ende af drikkehornet, som Thor drak af, lå havet, og det var selve verdenshavet, der havde sunket sig, da Thor drak. Da Thor løftede katten, blev de alle rædselsslagne, for det var ikke en kat, men Midgårdsormen, Thor havde kæmpet med. Han havde løftet den så højt at kun dens hoved og hale havde rørt jorden. Og til sidst, den gamle Elle, som Thor havde taget livtag med, var alderdommen selv. Aldrig har der været, og aldrig vil der kommer nogen, som til sidst ikke vil falde for alderdommen. Udgårds Loke havde håbede derfor, at Thor aldrig ville komme forbi hans borg igen, for så måtte han finde på lignende kunster. Thor hævede hammeren og ville slå Udgårds Loke, men pludselig var han borte, det samme var borgen, og Thor måtte vende sig om og drage tilbage til Trudvang.

### Thor og færgemanden
Thor havde været væk for at kæmpe mod trolde, som han så ofte var. På vejen hjem skulle han over et sund, men færgemanden, som stod på den anden siden ville ikke tage Thor med over. Han hånede Thor, fordi han var barbenet og lurvet efter sin lange rejse, og mindede ham om den gang, han frygtsomt havde gemt sig i Skrymers handske (se ovenfor). Thor fik at vide, at færgemanden hed Hårbard, men vidste ikke, at det i virkeligheden var Odin, der havde forklædt sig. Lige meget hvad Thor sagde til ham, fik han kun hån tilbage. Da Thor spurgte Hårbard, hvor han havde lært at tale sådan, fik han det svar, at han havde lært det af de gamle mænd, som bor i gravhøjene. Han sagde også, at Thor burde skynde sig hjem til Sif, for hun havde en elsker på besøg. Thor gav til slut op, og gik derfra, men lovede at hævne sig næste gang de mødtes.

### Trym stjæler Thors hammer
Historien begyndte med, at Thor mistede Mjølner mens han sover, det var hans vigtigste våben og værn mod gudernes fjender, og dermed asernes bedste beskyttelse. Loke fandt ud af. at det var jætten Trym som havde stjålet den, og han nægtede at levere den tilbage, før han blev gift med den smukkeste af alle gudinderne, Freja. Hun nægtede også, og det endte med at Thor måtte klæde sig ud som Freja; han brugte to sten som bryster. Loke skulle følges med Thor og klædte sig ud som brudepige. Da de nåede frem til Trymheim, lagde Trym mærke til at bruden spiste usædvanlig meget for en dame, men Loke forklarede da, at hun ikke havde spist noget de sidste 8 dage, fordi hun ventet spændt på at gifte sig. Så spurgte Trym hvorfor hun havde så onde øjne, og Loke måtte derpå forklare, at hun heller ikke havde sovet i de 8 dage, fordi hun glædet sig så meget til giftermålet. Til slut overrækker Tryms søster hammeren til parret, hvorpå Thor knuser alle jætterne med den, og Thor og Loke kan atter rejse hjem. Historien fremstår i den kendte form som en komedie, hvor de normale sociale mønstre vendes på hovedet; det er nu jætten Thrym, som ejer Mjølner, og for at vinde den tilbage må Thor skifte køn og næsten indgå ægteskab med en jætte, et socialt lavere rangerende væsen i den nordiske kosmologi. Frarøvelsen af Mjølner fungerede som en frarøvelse af Thors mandighed og dermed handlekraft. Historien afsluttes dog med genoprettelsen af den normale verdensorden.

### Thor redder Loke fra jætten Geirrød
Jætten Geirrød havde engang taget Loke til fange, og han tvang derpå Loke til at lokke Thor derhen uden sin hammer og styrkebælte. Geirrød mente, at Thor nemt ville kunne dræbes uden sine våben. På vejen derhen overnatter Loke og Thor hos til jættekvinden Grid og hun forærer dem et par jernhandsker, et andet styrkebælte, og en mystisk stav kaldet Gridarvol. Da Thor kommer frem til Geirrøds gård, dræber han først Geirrøds to døtre ved at knække ryggen på dem. Geirrød bliver rasende, og kaster en glødende jernstang efter Thor. Thor tager fat i stangen med jernhandskerne og kaster den gennem en jernsøjle, videre gennem Geirrød selv, og ned i jorden udenfor. Således døde Geirrød.

### Thors kamp mod Hrungner og Mokkurkalve
Thor var ude for at jage trolde samtidig med, at Odin var redet på Slejpner til Jotunheim. Odin kom da til jætten Hrungners gård. Hrungner undrede sig over hvem Odin var, og kommenterede både hans hjelm og den fine hest. Odin svarede, at hurtigere hest fandtes ikke. Men Hrungner havde hesten Guldfakse, som han mente måtte være hurtigere. Derfor indgik de et væddemål. Odin red meget hurtigere end Hrungner, og Hrunger blev så rasende, at han helt glemte hvor han red hen, og endte i Asgård. Der blev han budt ind, for at få noget at drikke, og man bød ham af Thors skåle; dem tømte han efter tur. Hrungner blev fuld, og begyndte at prale; han skulle nok kunne løfte hele Valhal op, og flytte den til Jotunheim. Han skulle nok også kunne sænke hele Asgård, og dræbe alle dets indbyggere, undtagen Freja og Sif, dem ville han tage med sig, for de var så smukke. Aserne blev bange for ham, og begyndte at snakke om Thor, akkurat da kom Thor ind med løftet hammer. Han var rasende fordi Hrungner sad der, og han var jo ingen ase, men en jætte. De skændtes lidt, og Hrungner udfordrede Thor til holmgang på Grjotunagard.
Da guderne kom der hen, havde Hrungner fået lavet en mand af ler, som var ni mil høj; han hed Mokkurkalve, og stod nu ved siden af Hrungner. Kampen begyndte, men Thor kunne ikke trænge igennem Hrungners stenskjold med hammeren. Tjalfe lød da frem til Hrungner og fortalte, at Thor planlagde at komme op gennem jorden under ham. Hrungner lagde derfor sit skjold under sig, hvorpå Thor kastede Mjølner mod ham og ramte Hrungners hoved så det knustes. Hrungner kastede i samme øjeblik sin slibesten mod Thor, men Mjølner slog den i to stykker i luften. Den ene del ramte Thor i panden og sad fast. Tjalfe fik ram på Mokkurkalve, men da han faldt kom foden til at ligge over Thors hals, så han ikke kunne rejse sig. Thors søn kom og flyttede foden, selvom han blot var tre dage gammel. Magne fik da hesten Guldfakse som tak. Vølven Groa begyndte at synge galder for at få stenen ud af Thors pande, men da Thor fortalte om hvordan han en gang havde reddet hendes mand, Aurvandil, blev hun så glad, at hun glemte galdren. Stenen blev derfor siddende.
Tvekampen mellem Thor og Hrungner er måske et levn efter et ritual knyttet til Thor, det har måske været relateret til optænding af hellig ild eller en overgangsrite for drenge, der var blevet til voksne mænd.

### Alvísmál
I Thors fravær lover de øvrige guder hans egen datter Trude bort til dværgen Alvís. For en gud, var det et højst upassende forhold, og det var en særdeles ydmygende situation for en fader, når han ikke selv kunne afgøre hvem hans datter skulle giftes med. Thor forsøger dog at undgå giftermålet, og overvinder Alvís med noget for ham så usædvanligt som list. Thor passer dværgen op, og tvinger ham til at besvare spørgsmål, lige indtil solen står op, og Alvís bliver forvandlet til sten. Thor blev således udfordret på sin evne til at beskytte kvinderne i sin slægt, og hans position som mand og slægtsoverhoved blev derved sat på spil. Dværgen Alvís navn spiller sikkert både på hans klogskab, fordi han kan besvare alle Thors spørgsmål, og hans dumhed, fordi han ikke opdager Thors list.

### Thors død
Spådommen om Thors død genfortælles i både Ældre og Yngre Edda; her bliver det sagt, at Thor skal møde Midgårdsormen ved Ragnarok, og der skal de dræbe hinanden. Først vil Thor dræbe ormen, men han vil kun gå ni skridt, før han selv segner om og dør på grund af al giften, som ormen har spyet ud på ham. Hvor beretningen om deres første møde under fisketuren, som endte med status quo, var fuld af humor, er deres andet møde fremstillet med stor alvor, her vil udfaldet da også være et helt andet.

## Thorkulten
Det bevarede kildemateriale til ritualerne i Thorkulten er, ligesom for de øvrige guder, langt svagere end for mytologien. Beskrivelserne af kulten er derfor præget af stor usikkerhed. I kilderne optræder statuer og billeder, der forestiller Thor, oftere end nogen af de andre guder. Og når han var opstillet sammen med andre gudefigurer, var Thor altid stillet på den mest prominente plads. Denne type figurer beskrives flere gange som mandshøje, men dem, der er blevet fundet, er alle mindre en det. Statuerne blev brugt ved ritualer, fx blót og divination. i Norge ofrede man fødevarer som bryg og kød til ham. I forbindelse med nogle ritualer, blev en gudefigur placeret på en vogn og trukket rundt. I de fleste tilfælde var vaneguder involveret i denne skik, men i enkelte tilfældes forbindes den også med Thor; som også havde en vogn, som et sine vigtigste kendetegn. Dudo af St. Quentin skrev omkring år 1000, at normannerne i tidligere tider havde ofret mennesker til Thor. I nordiske kilder omtræder der flere tilfælde af personer, som fik brækket ryggen på en sten, hvilket kan have været en offerpraksis fra Thorkulten.
I Eyrbyggja Saga findes en beskrivelse af et tempel indviet til Thor. Det blev opført af landnamsmanden Thorolf, da han bosatte sig på Island. Her nævnes en række af de genstande, der fandtes i det. Derinde var der opstillet to højsædestøtter, hvor der to ”reginnagler”, der var en kedel til opsamling af blodet fra offerdyrene, en guldring, samt afbildninger af både Thor selv og andre guder. Guldringen blev benyttet når man svor en ed, hvilket viser hans stilling som retsgud. Reginnaglerne var sandsynligvis udskårne gudebilleder, hvor der var indsat et søm af jern eller et stykke flint, der kunne bruges som ildstål. Denne beskrivelse af et tempel er primært en værdifuld kilde til 13. århundredes opfattelse af indretningen af hedenske helligsteder kan være delvist inspireret af kristne forhold, men meget i den understøttes af andre kilder.
Hammersymbolet var vidt udbredt og blev brugt både i privat og offentlig kult. I vikingetiden blev det brugt på samme måde som det kristne krucifiks og var et symbol på livet og blev brugt både som beskyttelse og velsignelse. Ved bryllupper blev en hammer placeret i brudens skød. Den blev brugt, når et nyfødt barn blev indlemmet i familien, og ved begravelser. Ifølge de islandske traditioner levede thorsdyrkerne videre sammen med deres slægtninge efter døden, ikke i den gravhøj, hvor de blev lagt, men fx i et særligt bjerg. Thor tilknytning til slægten og forfædredyrkelsen viser, at han var knyttet til samfundet i almindelighed.
Thor havde formentligt overtaget Tiwaz’ rolle som retsgud, da han ofte knyttes til edsaflæggelse og tinget; fx åbnede det islandske Alting altid på en torsdag, og Adam af Bremen omtaler en stor statue af Thor, der var opstillet i forbindelse med tinget i Uppsala.

## Personnavne
Da Thor var en populær gud over hele det germanske område, kom Thors navn til at indgå som forled i mange personnavne, som stadig bruges. Sammensætninger med Thor var fx en af de hyppigste navnegrupper i hele Norden; ca. hvert fjerde navn i Landnámabók var af denne type. Det er med til at indikere, at Thor blev opfattet som den vigtigste gud i den brede befolkning. I et register over de 110 høvdinge på Island i årene 930-1030, havde ca 60 navne tilknyttet guderne, fx Åsbjørn eller Torbjørn, mens ca 50 af disse begyndte med Tor- eller Thor-. Om alle disse var viet til Thor, ved vi ikke, men meget taler for, at sønner, der var tilegnet Thor, blev foretrukket frem for ældre eller yngre brødre. I vikingetid og tidlig middelalder var det vigtigere for at høvding, at den bedste af hans sønner overtog magtstillingen, ikke om drengen var ældst eller født i ægteskab.
- Danske mandenavne: Tor/Thor, Torben, Torbjørn, Torkil/Terkel, Torleif, Torsten, Torvald,Troels
- Danske kvindenavne: Tora, Tove
- Norske mandsnavne: Tor, Toralv, Torbjørn, Tore, Torfinn, Torgeir, Torgils, Torgny, Torgrim, Torkjell, Torlak, Torleif, Tormod, Torodd, Torolv, Torstein og Torvald.
- Norske kvindenavne: Torbjørg, Tordis, Torfrid (Turid), Torgerd, Torgunn, Torhild (Toril), Torlaug, Torunn and Torveig.
- Islandske mandsnavne: Þór, Þórhallur, Þorbergur, Þorbjörn, Þorfinnur, Þorgeir, Þorgils, Þorgrímur, Þorkell, Þorlákur, Þorleifur, Þorsteinn, Þorvaldur, Þórarinn, Þórður, Þórólfur
- Islandske kvindenavne: Þorbjörg, Þorgerður, Þóra, Þórdís, Þórhildur, Þórunn, Þórgunnur
- Færøske mandsnavne: Tór, Thór, Tórur, Thórur, Tórleif, Tórólvur, Tórfinnur
- Færøske kvindenavne: Tóra, Thóra
- Svenske mandsnavne: Tor, Torbjörn, Tord, Tore, Torgny, Torkel, Torleif, Torsten, Torvald
- Svenske kvindenavne: Tora, Torunn, Tove, Tova
- Skotske navne: Torquil
- Engelske efternavne: Thurkettle, Thirkell
- Tyske mandsnavne: Thorsten/Torsten, Toralf
- Amerikanske kvindenavne: Donara (fra den oldhøjtyske form)

## Stednavne
Hans popularitet smittede også af på stednavne, og mange lokaliteter er navngivet efter ham. Det er dog usikkert, hvor mange stednavne hvor Thor indgår, som egentligt er opkaldt efter ham, og ikke en person, der bar hans navn. Nogle eksempler med sikker forbindelse til dyrkelsen af Thor, kan ses her:
- Torsbjerg Mose ved Sønder Brarup i Sydslesvig er en gammel offermose, hvor genstande fra mellem 1. og 4. århundrede er blevet fundet.
- Tórshavn, Færøernes hovedstad.
- I Danmark findes fx Thorsted nær Thisted ("Tyrs sted"), Thorshøj i Nordjylland, Thorsager i Jylland, Thorskov øst for Århus, Thorsø i Jylland og byen Torslunde i storkøbenhavn
- Thors navn optræder som stednavn ofte i forbindelse med "lund" i Sverige, Vestnorge og Danmark.[58]
- I England er der flere stednavne af angelsaksisk oprindelse, som stammer fra begrebet Þunre leah (= torden-lysning), fx Thundersley i Essex.[58]
- En "Thorskov" fandtes også på nordsiden af Liffey nær Dublin indtil omkring år 1000. Det fortælles at Brian Boru i løbet af flere måneder fældede hele skoven, og gjorde sig særligt umage med at fjerne alle egetræer.[59]
- Thurstable (oprindeligt "Thunres Stapol" eller "Thors søjle") i Essex.[60]
- Thurso på Caithness i det nordlige Skotland.

## Paralleller i andre mytologier
Mange forfattere, her i blandt Saxo, Adam af Bremen, Snorre Sturlason, Ælfric af Eynsham, sammenlignede Thor med den romerske gud Jupiter. Den byggede velsagtens på en række sammenfald i deres kosmologiske funktioner; de kontrollerede begge vejret og lynet; begge er de også barn af Moderjord og blev i mange tilfælde opfattet som den stærkeste af alle guder; egetræet var også helliget dem begge; og Jupiter dræbte uhyret Tyfon, mens Thor kæmpede mod Midgårdsormen. Tacitus identificerede derimod Thor med Græsk-romerske hero Herkules på grund af hans styrke, udseende, våben og hans rolle som verdens beskytter. Lighederne mellem Jupiter, Zeus, Herkules og Thor skyldtes sikkert, at de alle har udviklet sig fra den samme indoeuropæiske rod. Desuden har Thor en meget direkte parallel i den vediske guddom Indra, hans hovedfunktion var også vogter af kosmos, han havde rødt hår, var aggressiv, havde en stor appetit, han kæmpede mod et verdensmonster og ejede et våben med guddommelige egenskaber.
I andre nordeuropæiske mytologier findes der også paralleller med forskellige grader af lighed. Til den keltiske mytologi er der en usikker forbindelse til Taranis og Tanasus; hos balterne til Perkunas; hos slaverne til Perun; hos venderne til Percunust; og hos finno-ugrierne til Torum, Thurms, Tere, Ilmarinen. Samerne i Nordskandinavien overtog Thor under navnet Ukko, det samme gjorde finnerne under navnet Horagalles.